# Signaal-ruisverhouding
De signaal-ruisverhouding, SNR of S/N (Engels: Signal to Noise Ratio), is een maat voor de kwaliteit van een signaal waarin een storende ruis aanwezig is. De SNR geeft het vermogen van het gewenste signaal in verhouding tot het vermogen van de aanwezige ruis.
De SNR wordt meestal gegeven als het quotiënt van de gemiddelde vermogens Pgewenst van het gewenste signaal en Pruis van de achtergrondruis:
{\displaystyle SNR={\frac {P_{\mathrm {gewenst} }}{P_{\mathrm {ruis} }}}},
of op logaritmische schaal in dB (decibel):
{\displaystyle SNR_{dB}=10\log _{10}\left({\frac {P_{\mathrm {gewenst} }}{P_{\mathrm {ruis} }}}\right)\mathrm {dB} }.
Bedraagt de SNR 3, ofwel {\displaystyle SNR_{dB}=10\log _{10}3=4{,}7\mathrm {dB} }, dan kan men het signaal detecteren: er is een signaal, maar onbekend hoe groot. Bedraagt de SNR 10, ofwel {\displaystyle SNR_{dB}=10\log _{10}10=10\mathrm {dB} }, dan is ook de grootte van het signaal kwantitatief te bepalen.
Voor bepaalde toepassingen, zoals geluidsonderzoek, gelden voor de SNR andere definities.
De wet van Shannon-Hartley geeft in formule het verband tussen de signaal-ruisverhouding, bandbreedte en kanaalcapaciteit van een communicatiekanaal.

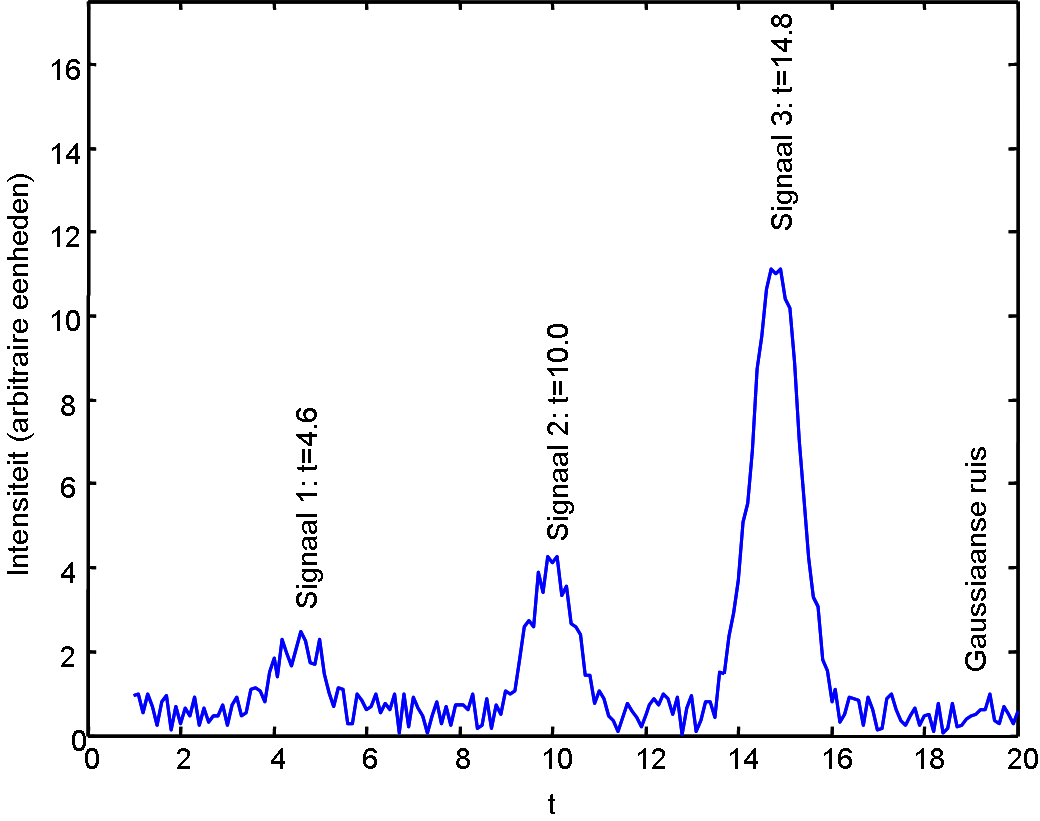
fictief voorbeeld signaal-ruisverhouding
ruisintensiteit 1
signaal 1 niet detecteerbaar: intensiteit 1,8
signaal 2 detecteerbaar: intensiteit 3,5
signaal 3 kwantificeerbaar: intensiteit 11